# IC 444
IC 444 — галактика типу RN (відзеркалююча туманність) у сузір'ї Близнята.
Цей об'єкт міститься в оригінальній редакції індексного каталогу.